# Hortobágy-Berettyó
A Hortobágy-Berettyó egy döntő részben mesterséges eredetű vízfolyás Békés és Jász-Nagykun-Szolnok vármegye határán. A főcsatorna lényegében a Hortobágy folyó Ágota-halomtól délre eső, torkolatig terjedő alsó szakasza. Helyén a vízszabályozási munkálatok megkezdése előtt még a Berettyó vize folyt. Hossza 167,3 km.

## Jellemzői
A Hortobágy-Berettyó az ország legbonyolultabb vízgazdálkodási rendszere. Fő vízfolyásai a Hortobágy, a Keleti- és a Nyugati-főcsatorna. Vízgyűjtő területe nagy részben Hajdú-Bihar és Szabolcs-Szatmár-Bereg vármegye területére esik, Békés és Jász-Nagykun-Szolnok vármegyékre kevesebb terület jut. A főcsatorna fő feladata régebben a Nagy-Sárrét lecsapolása volt, mivel végig mocsaras területen folyt egykor.
Vízjárása kiegyensúlyozott, az alsó 20 km-en erősen érződik a békésszentandrási duzzasztó hatása. Napjainkban torkolata Mezőtúrtól délre található, az úgynevezett „Árvízkapunál” torkollik a Hármas-Körösbe.

## Élővilága
A Hortobágy-Berettyó Békés vármegyei szakaszának egy 20 km-es szakaszán elkerülte a folyószabályozást, itt a Körös–Maros Nemzeti Park oltalma alatt áll. Lassan meanderezve nagy kanyarokat ír le, közrefogva a zugoknak nevezett gyepterületeket. Gazdag élővilág jellemzi, megtalálható itt a tündérfátyol, a vízitök, a sulyom és a rucaöröm is.
A vízimadarak kedvelt táplálkozóhelyei a kiöntések és a gyékényes, vízpart közeli tisztások. Találkozni lehet szárcsával, tőkés récével, vízityúkkal, de feltűnőbbek a nagyobb testű gémfélék, mint a szürke és a vörös gém, a bakcsók, a kis kócsagok, üstökösgémek. A ritka gémfélék a közeli védett területen lévő erdőben évről évre telepesen költenek is. A folyó árterén vidrák találják meg életfeltételeiket.
A folyó bőséges halállománynak adott otthont, főleg süllő, keszegféle, ponty, amur és busa fordult elő, azonban tisztázatlan körülmények között 2010 május-júniusában tömeges méretű halpusztulás jelentkezett a Hortobágy-Berettyón. A szakemberek szerint éveket vesz igénybe a víz alatti élővilág teljes regenerálódása.